# Spoorlijn Wittenberge - Jesteburg
De spoorlijn Wittenberge - Jesteburg is een gedeeltelijk opgebroken Duitse spoorlijn in Brandenburg, Nedersaksen en Mecklenburg-Voor-Pommeren en is als spoorlijn 1151 onder beheer van DB Netze. 

## Geschiedenis

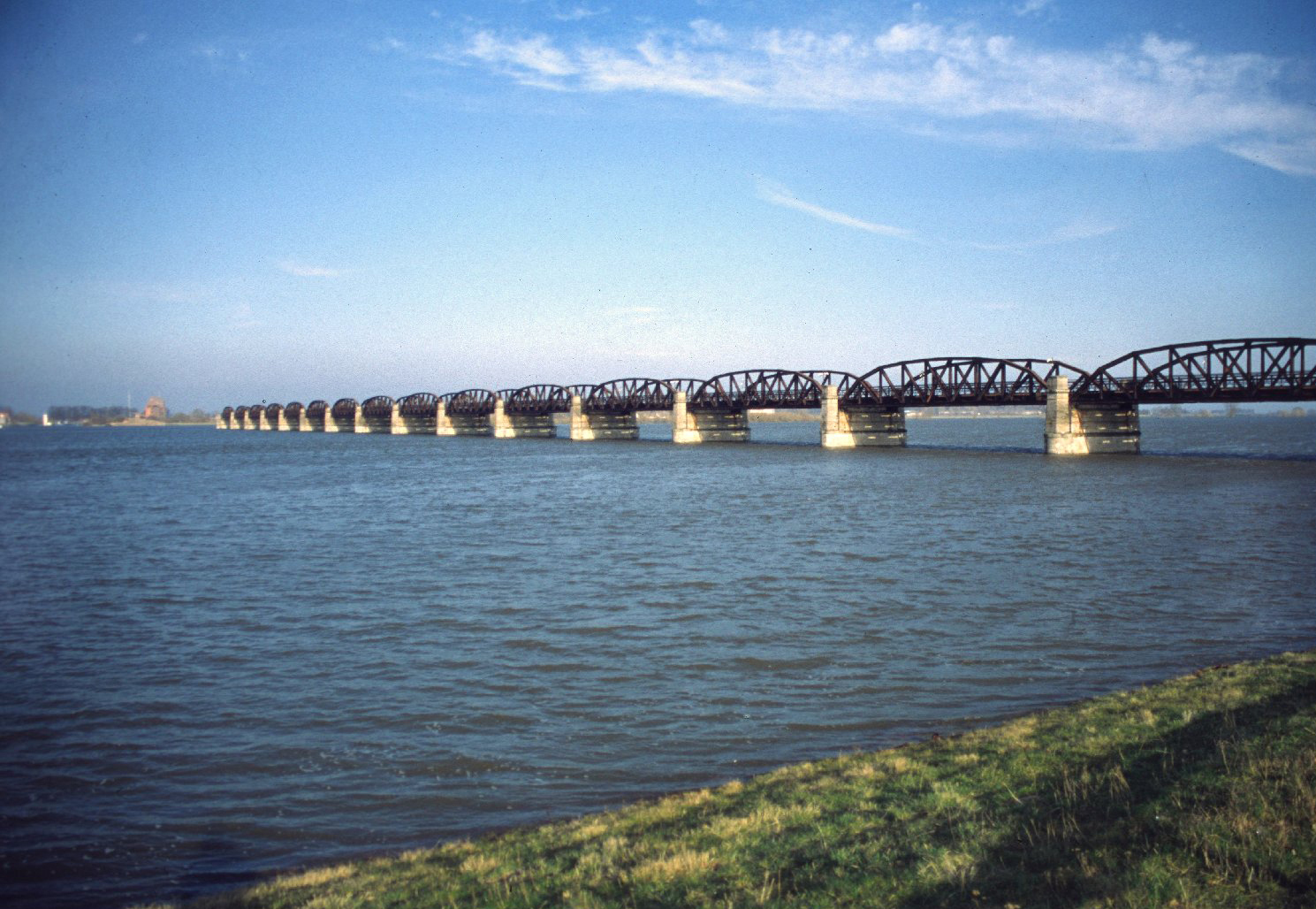
Ruïne van de spoorbrug over de Elbe bij Dömitz.

Het traject werd door de Berlin-Hamburger Eisenbahn-Gesellschaft geopend tussen 1873 en 1874. In 1945 is door het bombarderen van de Elbebrug bij Dömitz door de Amerikaanse luchtmacht het doorgaande verkeer onderbroken. Mede omdat de brug na het einde van de Tweede Wereldoorlog ook de grens vormde tussen de toenmalige BRD en DDR is deze nooit hersteld. Tussen 1988 en 1994 is ook het gedeelte tussen Lüneburg en Jesteburg gesloten en opgebroken. Thans vindt er alleen nog verkeer plaats op het gedeelte tussen Dannenberg en Lüneburg. 

## Treindiensten
Erixx verzorgt het personenvervoer op dit traject met RB-treinen.
| Serie | Treinsoort           | Route                                  | Bijzonderheden                           |
| ----- | -------------------- | -------------------------------------- | ---------------------------------------- |
| RB 32 | Regionalbahn (Erixx) | Lüneburg – Dahlenburg – Dannenberg Ost | Wendlandbahn Rijdt eenmaal per drie uur. |

## Aansluitingen
In de volgende plaatsen is of was er een aansluiting op de volgende spoorlijnen:
Wittenberge
DB 6100, spoorlijn tussen Berlijn en Hamburg
DB 6401, spoorlijn tussen Stendal en Wittenberge
DB 6941, spoorlijn tussen Wittenberge en Buschhof
Dömitz
DB 6441, spoorlijn tussen Dömitz en Wismar
Dannenberg Ost
DB 6905, spoorlijn tussen Salzwedel en Dannenberg
Lüneburg
DB 1150, spoorlijn tussen Lüneburg en Büchen
DB 1153, spoorlijn tussen Lüneburg en Stelle
DB 1720, spoorlijn tussen Lehrte en Cuxhaven
DB 9110, spoorlijn tussen Lüneburg en Bleckede
DB 9111, spoorlijn tussen Lüneburg en Soltau
Wulfsen
DB 9112, spoorlijn tussen Winsen en Hützel
Jesteburg
DB 1280, spoorlijn tussen Buchholz en de aansluiting Allermöhe